# 魔女の季節
「魔女の季節」（原題： Season of the Witch）は、ドノヴァンが1966年に発表した楽曲。

## 概要
録音は1966年4月5日、ロサンゼルスのコロムビア・スタジオDで行われた。ベースはボビー・レイ、ドラムズはエディ・ホー。同年8月26日にアメリカで発売されたアルバム『サンシャイン・スーパーマン』に収録された。本国イギリスでは1967年6月、パイ・レコードから出たアルバム（タイトルは同じ）に収録された。しかしイギリス盤はアメリカ盤からの7曲とアメリカ発売のアルバム『メロー・イエロー』からの5曲を合わせたもので、ジャケットも異なる。

## カバー・バージョン
|        | アーティスト名                              | レコード・CD                                                               |
| ------ | ------------------------------------------- | -------------------------------------------------------------------------- |
| 1968年 | ヴァニラ・ファッジ                          | 『Renaissance』                                                            |
| 1968年 | テリー・リード                              | 『Bang, Bang You're Terry Reid』                                           |
| 1968年 | アル・クーパー、 スティーヴン・スティルス   | 『スーパー・セッション』                                                   |
| 1969年 | ザ・ゴールデン・カップス                    | 『スーパー・ライヴ・セッション』                                           |
| 1969年 | ルー・ロウルズ                              | 『The Way It Was The Way It Is』                                           |
| 1996年 | ルナ                                        | 映画『アンディ・ウォーホルを撃った女』の挿入歌。サウンドトラックCDに収録。 |
| 1997年 | ホール                                      | コンピレーション・アルバム『My Body, the Hand Grenade』                    |
| 1998年 | ドクター・ジョン                            | 映画『ブルース・ブラザース2000』の挿入歌。                                 |
| 2002年 | ジェリーフィッシュ                          | コンピレーション・アルバム『Fan Club』                                     |
| 2003年 | リチャード・トンプソン                      | テレビドラマ『女検死医ジョーダン』の挿入歌。サウンドトラックCDに収録。     |
| 2003年 | アル・クーパー、 マイク・ブルームフィールド | 1968年12月のライブ音源。『フィルモア・イーストの奇蹟』に収録。             |
| 2004年 | ジョーン・ジェット                          | 『Naked』                                                                  |
| 2010年 | カレン・エルソン                            | シングル「The Truth Is in the Dirt 」のB面                                 |